# Велика награда Малезије 2008.
Велика награда Малезије 2008. године је била трка у светском шампионату Формуле 1 2008. године која се одржала на аутомобилској стази у Куала Лумпуру, 23. марта 2008. године.
Победник је био Кими Раиконен, другопласирани Роберт Кубица, док је трку као трећепласирани завршио Хаики Ковалаинен.